# Dillon Lewis
Dillon Anthony Lewis (Church Village, 4 gennaio 1996) è un rugbista a 15 britannico, internazionale per il Galles, che gioca nel ruolo di pilone nei Cardiff Rugby.

## Biografia
Lewis iniziò a giocare a rugby all'età di otto anni nel Pontypridd, allenato dal padre Tony, fino ad approdare all'accademia dei Cardiff Rugby, cominciando a giocare a livello professionistico con lo stesso club nel 2014. Debuttò con il Galles nel giugno 2017, affrontando Tonga e Samoa durante il tour nel Pacifico.
Con il suo club vinse la Challenge Cup 2017-18. Fece parte della nazionale gallese che conquistò il Grande Slam al Sei Nazioni 2019 e successivamente il C.T. Warren Gatland lo convocò pure per disputare la Coppa del Mondo di rugby 2019.

## Palmarès
- Challenge Cup: 1
Cardiff Blues: 2017-18